# Comissió del Sistema Elèctric Nacional
La Comissió del Sistema Elèctric Nacional (CSEN) és l'entitat de dret públic adscrita al Ministeri d'Indústria i Energia d'Espanya que regula el sistema elèctric espanyol. Va ser creat el 1994 per la Llei 40/1994, de 30 de desembre, d'Ordenació del Sistema Elèctric Nacional.
Els objectius d'aquest ens són: implantar sistemes independents que permeten la lliure contractació del subministrament d'energia elèctrica; vetllar per l'objectivitat i transparència del sistema elèctric; impulsar la competències entre les empreses del sector per a augmentar la seua eficàcia i abaratir el prou de l'energia elèctrica.
S'estructura en la Direcció, Consell Consultiu, membres del Consell d'Administració (President, Cap de Gabinet de Presidència, Vocals i la Secretària del Consell i Directora de l'Assessoria Jurídica).